# A. Cação Automóveis
A. Cação Automóveis Lda. ist eine Automobilwerkstatt und war mehrere Jahre lang ein portugiesischer Hersteller von Automobilen.

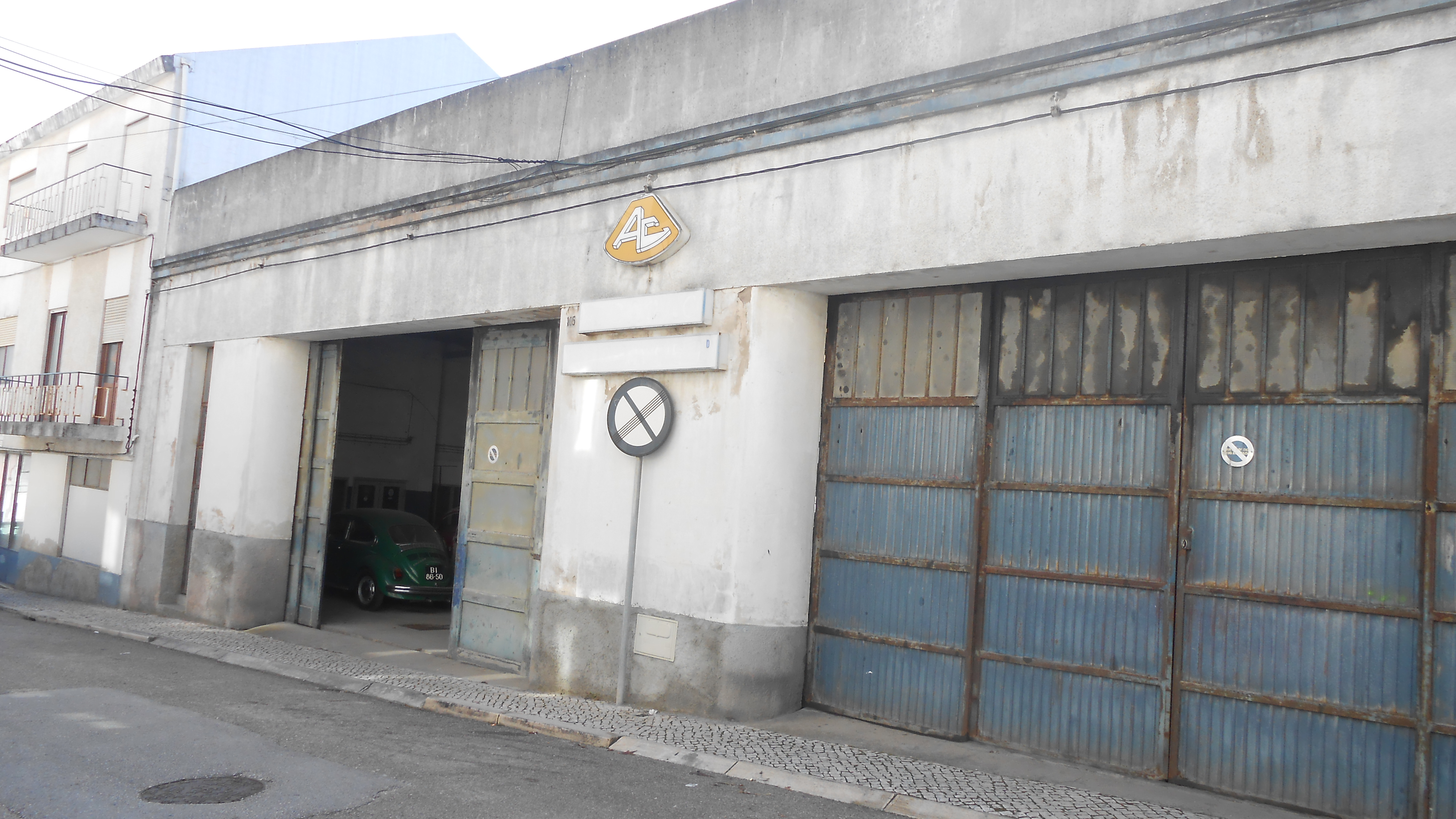
Eingang zur Werkstatt heute (2013)

## Geschichte
Das Unternehmen ist in erster Linie eine Automobilwerkstatt. Es hat seinen Sitz in der Rua 10 de Agosto 103-109 in Figueira da Foz. 1982 begann die Entwicklung eines Automobils, das ab 1983 oder 1985 produziert und vermarktet wurde. 1995 endete die Produktion. Als Werkstatt besteht das Unternehmen heute noch.

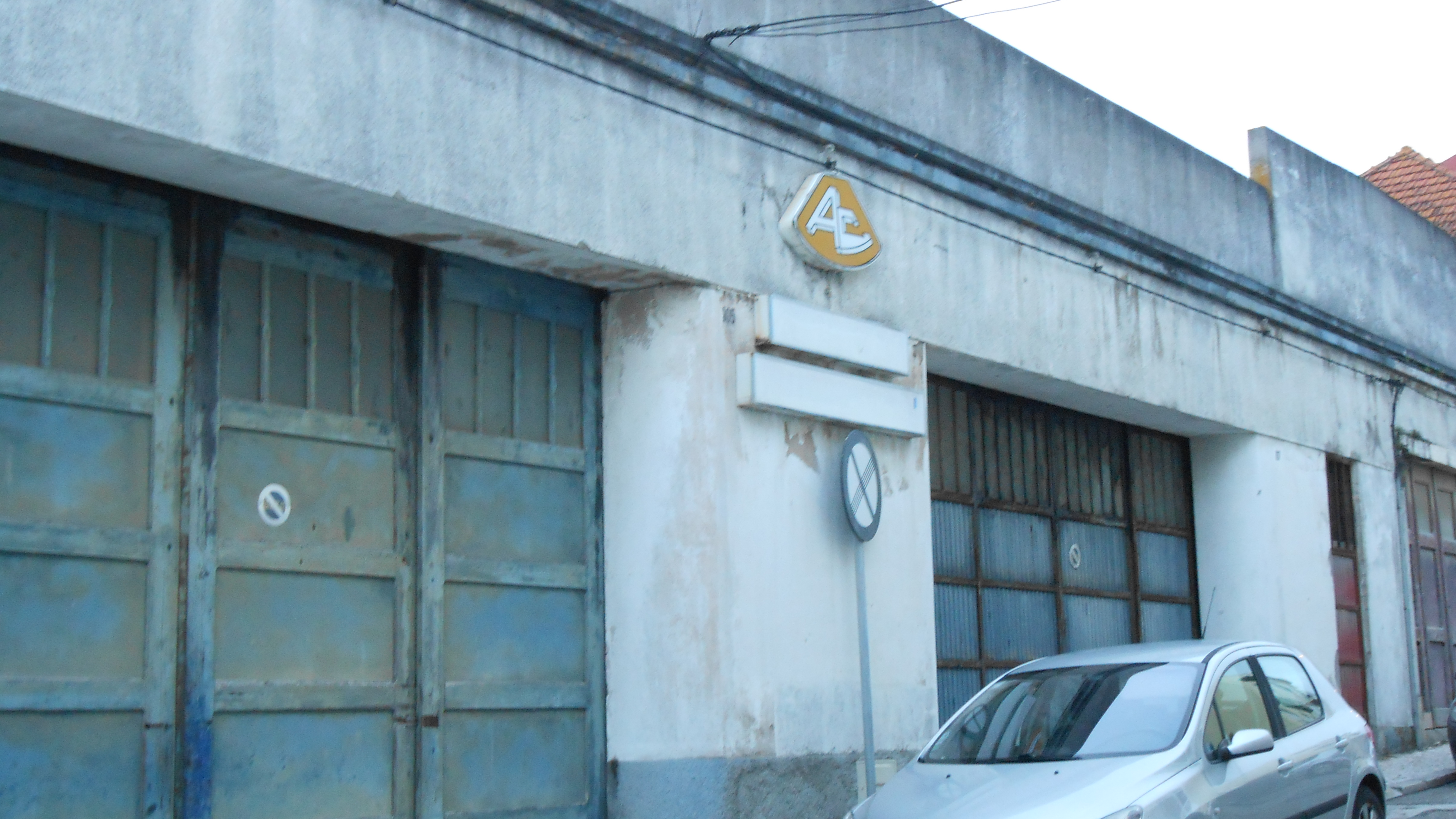
Fassade der Werkstatt heute (2013)

## Modelle
Das einzige Modell Sportcar war ein keilförmiges Fahrzeug mit Fiberglaskarosserie, das es wahlweise als Cabrio oder als Coupé mit Flügeltüren gab. Es bot Platz für 2 + 2 Personen. Das Fahrzeug hatte einen Rohrrahmen als Fahrgestell. Für den Antrieb sorgte ein Einbaumotor von VW im Heck. Zur Wahl standen Vierzylinder-Boxermotoren mit 1200 cm³ Hubraum und 34 PS Leistung, 1300 cm³ und 40 PS, 1500 cm³ und 44 PS sowie 1600 cm³ und 50 PS. Die Fahrzeuglänge betrug 392 cm, die Fahrzeugbreite 162 cm und die Fahrzeughöhe 122 cm.

## Produktionszahlen
Die geplante Produktionszahl betrug monatlich 5 Fahrzeuge. Das wären in 10 Jahren etwa 600 Fahrzeuge. Wie viele Fahrzeuge tatsächlich hergestellt wurden, ist nicht bekannt.

## Vertriebsorganisation
Das Unternehmen vertrieb seine Fahrzeuge unter dem Markennamen AC.